# Takashi Kuwahara
Takashi Kuwahara (jap. 桑原 隆, Kuwahara Takashi; * 5. Mai 1948 in der Präfektur Shizuoka) ist ein ehemaliger japanischer Fußballspieler und -trainer.

## Karriere
Kuwahara erlernte das Fußballspielen in der Schulmannschaft der Fujieda Higashi High School. Seinen ersten Vertrag unterschrieb er 1967 bei Furukawa Electric. Der Verein spielte in der höchsten Liga des Landes, der Japan Soccer League. Mit dem Verein wurde er 1976 japanischer Meister. 1976 gewann er mit dem Verein den Kaiserpokal. 1977 und 1982 gewann er mit Furukawa den JSL Cup. Für den Verein absolvierte er 215 Erstligaspiele. Ende 1982 beendete er seine Karriere als Fußballspieler.

## Erfolge
Furukawa Electric
- Japan Soccer League

Meister: 1976
Vizemeister: 1967
- JSL Cup

Sieger: 1977, 1982
Finalist: 1979
- Kaiserpokal

Sieger: 1976